# Christian Giménez (calciatore 1981)
Christian Eduardo Giménez Cruz (Resistencia, 1º febbraio 1981) è un allenatore di calcio ed ex calciatore argentino, di ruolo centrocampista.

## Biografia
Ha un figlio, anch'egli calciatore, Santiago Giménez.

## Carriera

### Club
Giménez ha iniziato la sua carriera nelle giovanili del Boca Juniors, dove viene promosso in prima squadra nel 1998, facendo il suo esordio nella massima serie argentina a 17 anni. Dopo aver giocato ben quattro stagioni regolari nel Boca, si trasferisce al Club Atlético Unión, in cui gioca metà stagione. Subito dopo passa al Club Atlético Independiente, dove rimane per una stagione. Nel 2004 si trasferisce in Messico, per giocare inizialmente con il Veracruz, poi con il Club América e poi con il Pachuca, dove ha un periodo di grandissima forma, collezionando 127 presenze e 46 gol. Dal 2009 gioca nel Cruz Azul.

### Nazionale
L'allenatore Diego Armando Maradona lo convocò in nazionale per le qualificazioni al campionato mondiale di calcio 2010, senza però giocare neanche una partita.

## Palmarès

### Club

#### Competizioni nazionali
- Campionato argentino: 4

Boca Juniors: Apertura 1998, Clausura 1999, Apertura 2000, Apertura 2003
- Campionato messicano: 3

América: Apertura 2005
Pachuca: Clausura 2006, Clausura 2007
- Coppa del Messico: 1

Cruz Azul: Clausura 2013
- Campeón de Campeones: 1

América: 2005

#### Competizioni internazionali
- Coppa Libertadores: 3

Boca Juniors: 2000, 2001, 2003
- Coppa Sudamericana: 1

Pachuca: 2006
- CONCACAF Champions' Cup: 4

América: 2006
Pachuca: 2007, 2008
Cruz Azul: 2013-2014
- Coppa Intercontinentale: 2

Boca Juniors: 2000, 2003
- SuperLiga nordamericana: 1

Pachuca: 2007

### Individuale
- Pallone d'oro (Messico): 1

Clausura 2009